# Paola Villarreal
Paola Villarreal (Ciutat de Mèxic, 5 d'octubre de 1984) és una programadora autodidacta mexicana. Amb anàlisi i visualització de dades va ajudar a revertir més de 20.000 condemnes per drogues amb prejudicis racials, desenvolupant Data for Justice, una eina amb un mapa interactiu que compara l'activitat policial en veïnats blancs i minoritaris. L'octubre de 2019 va ser seleccionada per la BBC com una de les 100 dones més influents al món.

## Trajectòria
Va començar a programar (de manera autodidacta) als 12 anys, i amb 15 ja dissenyava pàgines web. El 2013 va ser directora d'Innovació Tecnològica en el Laboratori d'Innovació de la Ciutat de Mèxic, on va implementar un portal de dades obertes, Data Lab.
El 2015 va obtenir una beca de la Fundació Ford i Mozilla per formar part de l'American Civil Liberties Union de Massachusetts, una organització dedicada a la protecció dels drets civils. De juny de 2017 a desembre de 2018 va ser Directora d'Enginyeria de Producte a Creative Commons. Des de desembre de 2018 és la Coordinadora de Ciències de Dades en el Conacyt.
Per al desenvolupament de Data for Justice, l'Institut de Tecnologia de Massachusetts la va incloure en la llista d'«Innovadores menors de 35 Llatinoamèrica». Aquesta eina permet realitzar una anàlisi narrativa i visual d'un conjunt de dades, anomenada ANT (Augmented Narrative Toolkit).
L'agost de 2019 va presentar l'«Ecosistema Nacional Informàtic en Pro de la Cerca de Persones Desaparegudes», eina tecnològica que va dissenyar perquè investigadores recaptin, produeixin i analitzin informació disponible sobre persones desaparegudes. Aquesta eina parteix del conveni de col·laboració entre Conacyt i la Comissió Nacional de Cerca de Mèxic.